# Agia Irini
Agia Irini (en grec: Αγία Ειρήνη) és un jaciment arqueològic del nord de l'illa de Kea (Grècia), a prop del poble de Vurkari. Les excavacions en aquest jaciment les va fer l'Escola Estatunidenca d'Estudis Clàssics entre els 1960 i 1980 sota la direcció de John Langdon Caskey.
Va estar habitat si fa no fa des de finals del Neolític, cap a l'any 3000 abans de la nostra era. Es conserven nombroses restes d'edificis i murs de fortificació del període ciclàdic primerenc (2500-2000 ae). En el ciclàdic mitjà (2000-1600 ae), les troballes de ceràmica indiquen un creixement de l'activitat comercial. El període d'auge com a centre polític i econòmic fou entre els 1600 i 1450 ae, en què s'observa una forta influència minoica, tant en la construcció d'habitatges com en la presència d'objectes importats des de Creta i en la troballa d'inscripcions en lineal A. Fou destruït a la fi d'aquest període de gran prosperitat per terratrèmols. En els períodes clàssic i romà l'ocupació era poc important.
Entre els elements destacats d'Agia Irini hi ha un temple que va estar en ús almenys des del període ciclàdic mitjà. Les troballes arqueològiques inclouen unes cinquanta figuretes d'argila. Una inscripció de l'època arcaica ha suggerit que Dionís era adorat en aquest santuari.
D'altra banda, en l'anomenada "Casa A", que era un conjunt residencial que tenia un pis superior, es van trobar uns 10.000 atuells de ceràmica del període neopalatí, dels quals 8.000 eren bols cònics, a més de múltiples marques de picapedrer d'estil minoic.